# Peter Schlickenrieder
Peter Schlickenrieder (Tegernsee, 16 febbraio 1970) è un dirigente sportivo ed ex fondista tedesco.

## Biografia

### Carriera sciistica
In Coppa del Mondo ottenne il primo risultato di rilievo l'11 gennaio 1992 a Cogne (29°), il primo podio il 4 febbraio 1996 a Reit im Winkl (2°) e la prima vittoria il 29 dicembre 1998 a Kitzbühel.
In carriera prese parte a due edizioni dei Giochi olimpici invernali, Lillehammer 1994 (35° nella 30 km, 56° nella 50 km, 4° nella staffetta) e Salt Lake City 2002 (55° nella 15 km, 2° nella sprint), e a quattro dei Campionati mondiali (6° nella sprint a Lahti 2001 il miglior risultato).

### Carriera dirigenziale
Nel 2005 è stato eletto vicepresidente della Federazione sciistica della Germania.

### Altre attività
Al termine della sua carriera sciistica Schlickenrieder ha completato gli studi in economia ed è diventato commentatore sportivo per la rete televisiva tedesca ARD; ha anche scritto vari libri dedicati agli sport invernali.

## Palmarès

### Olimpiadi
- 1 medaglia:
  - 1 argento (sprint a Salt Lake City 2002)

### Coppa del Mondo
- Miglior piazzamento in classifica generale: 33º nel 1999
- 6 podi (4 individuali, 2 a squadre[2]):
  - 3 vittorie (2 individuali, 1 a squadre)
  - 2 secondi posti (individuali)
  - 1 terzo posto (a squadre)

#### Coppa del Mondo - vittorie
| Data             | Località               | Nazione  | Spec.                      |
| ---------------- | ---------------------- | -------- | -------------------------- |
| 29 dicembre 1998 | Kitzbühel              | Austria  | SP TL                      |
| 8 dicembre 1999  | Asiago                 | Italia   | TS TL (con Tobias Angerer) |
| 28 dicembre 1999 | Garmisch-Partenkirchen | Germania | SP TL                      |

Legenda:

TL = tecnica libera

SP = sprint

TS = sprint a squadre

### Campionati tedeschi
- 5 ori[1]